# Aquarius (drank)
Aquarius (アクエリアス)  is een Japans merk van sportdranken. Aquarius wordt vervaardigd door The Coca-Cola Company en is in Amerikaanse handen. Ontwikkeld in 1978, werd Aquarius voor het eerst geïntroduceerd in 1983 in Japan als een sportdrank met grapefruitsmaak. Het monopolie van de sportdrank Pocari Sweat op de Japanse markt sinds 1980, werd er drie jaar later verbroken door de lancering van Aquarius. 

Logo Aquarius

Pocari Sweat richt zich nog steeds vooral naar Azië, Australië, het Midden-Oosten, Mexico en ietwat discreter naar de Verenigde Staten (met Gatorade als grote concurrent). Aquarius heeft sedert zijn introductie in Japan ook een belangrijk marktaandeel veroverd in enkele van de markten waar Pocari Sweat actief is. Aquarius heeft daarentegen ook de Europese markt aangeboord: Aquarius werd in 1991 in Spanje en Portugal geïntroduceerd. Om nieuwe geografische markten en bijhorende doelgroepen te veroveren, bestond de marketing ondersteuning van Aquarius er vnl. in het uitdelen van gratis monsters tijdens sportevenementen.
Pocari Sweat heeft als merknaam voor sommigen een negatieve klank (geur): door de vermelding van het woord ‘sweat’, transpiratie. Anderen beschouwen deze naamkeuze eerder humoristisch. 
Aquarius koos een direct positieve gevoelswaarde en verwijst tegelijk direct naar de oorsprong van het product: ‘aqua’, in het Latijn ‘water’. Bij de sterrenbeelden betekent Aquarius eveneens Waterman, de drager van het water.
Weet je dat Aqua Vitae een verraderlijk term is? Het betekent niet ‘water van het leven’, maar is wel een verzamelnaam voor gedistilleerde en alcoholische dranken zoals brandewijn, cognac en wodka!

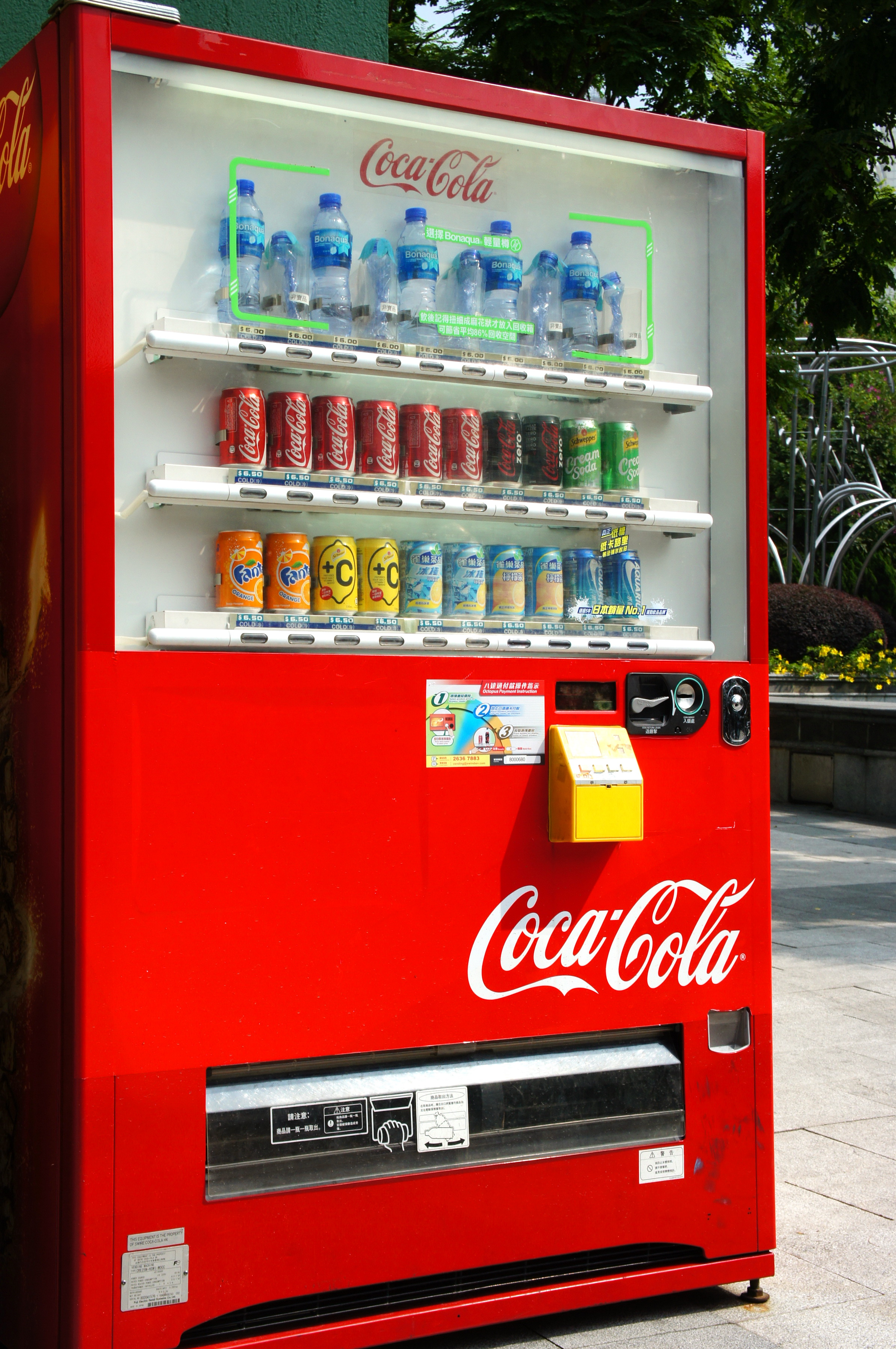
Aquarius, terug te vinden in machines van Coca-Cola

## Olympische Spelen

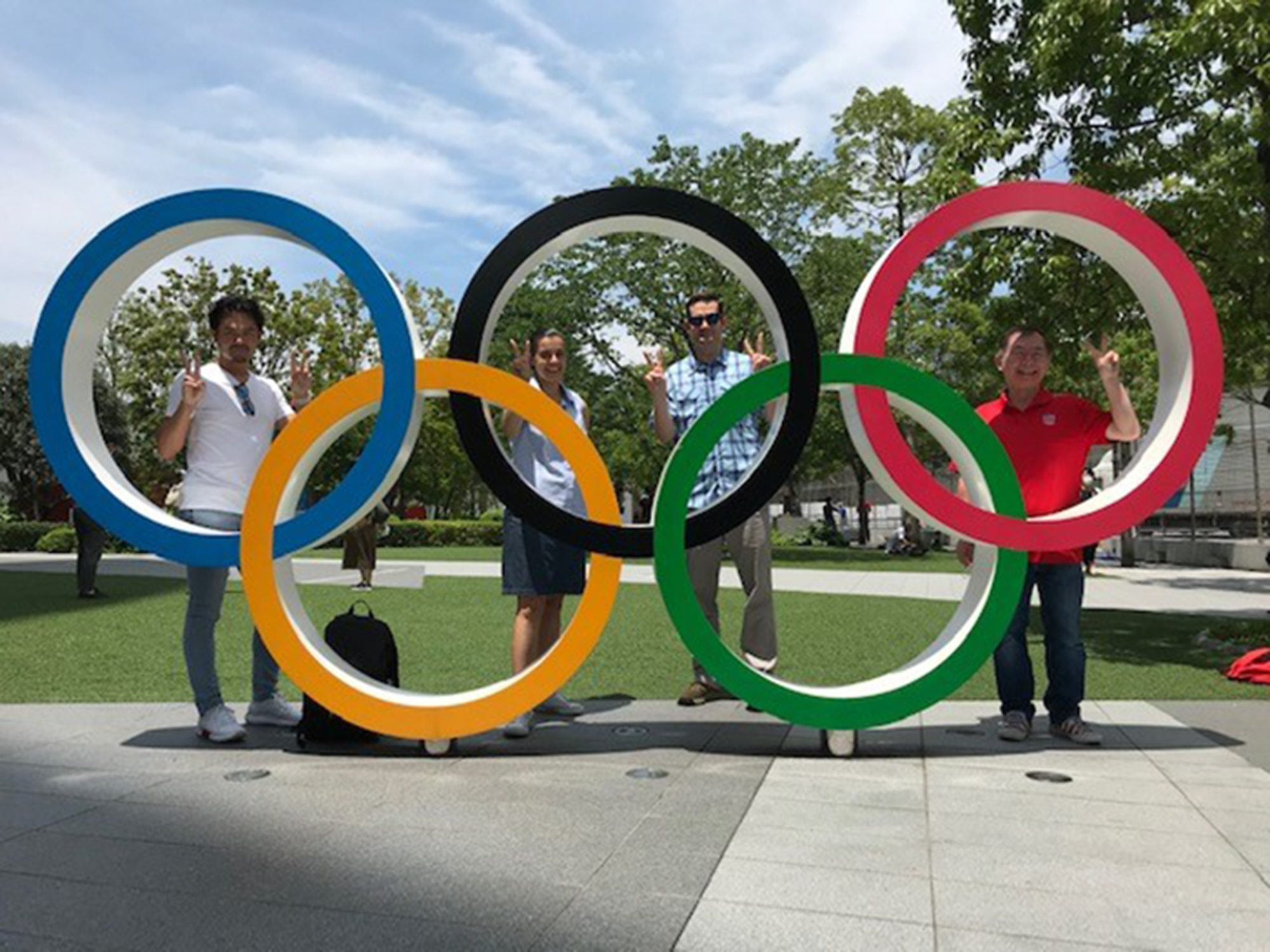
Olympische spelen

Aquarius was de officiële drank van de Olympische Zomerspelen van 1992 in Barcelona, de Olympische Winterspelen van 1994 in Noorwegen, de Olympische Zomerspelen van 2008 in Peking, de Olympische Zomerspelen van 2016 in Rio de Janeiro en de Olympische Zomerspelen van 2020. 

## Sport(drank)
Sportdranken in het algemeen, en dus ook Aquarius, richtten zich commercieel oorspronkelijk naar personen die door een zware inspanning (arbeid of sport), langdurig snel ademen in al dan niet warme temperaturen blootgesteld zouden kunnen zijn aan dehydratatie. Dankzij een milde smaak en de extra toevoegingen van minerale zouten is een sportdrank een aangename(re) dorstlesser dan gewoon water. Koolhydraat elektrolytoplossingen vergroten de opname van water door het lichaam.
Als een mens meer vocht verliest, dan dat hij er inneemt, loopt hij het risico van uitdroging of dehydratatie. Bij deze inspanningen verliest het lichaam niet alleen water, maar ook zouten en mineralen. Bij deze tekorten gaat men allerlei symptomen vertonen die volgens hun graad, of de persoon zelf, alarmerend kunnen zijn. Vooral jonge kinderen, bejaarden of verzwakte personen kunnen ernstige gevolgen van dehydratatie ondervinden. Meestal volstaat het regelmatig kleine hoeveelheden water, sportdrank, bouillon of thee te drinken. Het rehydratatiepoeder ORS (Oral Rehydration Solution), verkrijgbaar bij elke apotheek, bevat een zoutoplossing die de opname van water bevordert en snel comfort geeft aan het slachtoffer.
Marktonderzoek toonde echter aan dat vandaag een groot deel van de Aquarius consumenten geen sporters zijn. Men kan veronderstellen dat een bepaalde Aquarius klanten zich wil positioneren in de groep: een sportdrank drinken is gezond, hip en geeft status aan de actieve burger. Limonades en frisdranken verliezen er marktaandeel door. De actuele slogan van Aquarius ‘daily hydratation’ mikt naar een nog grotere doelgroep en lijkt te suggereren dat een dagelijkse inname van Aquarius tot een gezonde gewoonte leidt.

## Concurrentie met eigen moederbedrijf
Als hierdoor ook minder Coca-Cola wordt gedronken, kan men in marketing termen spreken van kannibalisme: het moederbedrijf Coca-Cola telt twee merken die elkaar concurrentie aandoen. Aquarius snoept marktaandeel af van de frisdrank Coca-Cola.

## Verkoop
Vandaag wordt Aquarius in blikjes en handige PET-flesjes van 100 % gerecycleerd plastiek op de markt gebracht in Argentinië, België, Bosnië en Herzegovina, Chili, China, Frankrijk, Hong Kong, Japan, Indonesië, Luxemburg, Macau, Marokko, Nederland, Peru, Portugal, Servië, Singapore, Spanje, Zwitserland, Taiwan en Thailand. 
Aquarius is verkrijgbaar in vele smaken: Citrus Blend, Grapefruit, Citroen, Sinaasappel, Watermeloen, Rode Perzik, Bosbes en Tropisch... Het assortiment biedt versies aan met suiker, dan wel suikervrij (Zero), enkele versies met prik en ten slotte ook met Magnesium of Zink. De evolutie in het assortiment is het gevolg van de doorgedreven marketing door Coca Cola zelf. Coca Cola zag ooit het daglicht in een apotheek in 1886 in Atlanta, Georgia, en groeide uit tot reus van frisdranken wereldwijd. Zijn sportdrank Aquarius verving de term ‘Libre’ door ‘Zero Sugar’ omdat het publiek vlotter begreep dat dit het suikervrije drankje was. Gezondheidsfanaten krijgen extra voedingssupplementen. Milieubewuste consumenten appreciëren de gerecycleerde materialen. En het verhaal wordt elke dag voortgezet.

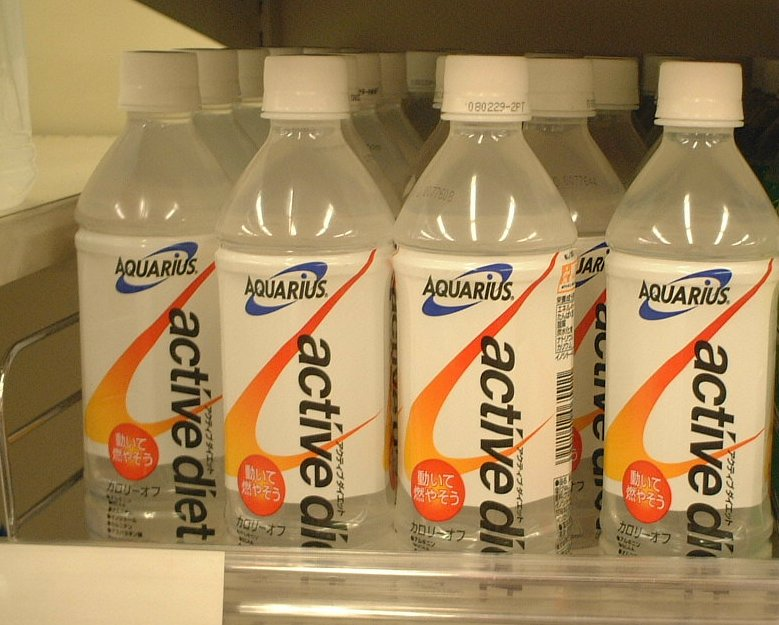
Active Diet, verkocht in Japan

De beschikbaarheid van smaken verschilt van land tot land. Aquarius draagt ook in bepaalde landen een andere naam, zoals:
- In Argentinië wordt "Aquarius by Cepita" verkocht, terwijl Cepita zelf daar een vruchtensap is van Coca-Cola.
- In Chili is het drankje ook verkrijgbaar onder de merknaam "Aquarius by Andina".
- In China wordt de sportdrank verkocht onder de merknaam "Shuidongle" om geen verwarring noch concurrentie te betekenen met het in Shanghai reeds gevestigd handelsmerk "Waterman, Aquarius water", van Bright Food (& Beverages).